# Ииржар
Ииржар (каз. Иіржар, до 199? г. — Свердлово) — село в Мактааральском районе Туркестанской области Казахстана. Входит в состав Иржарского сельского округа. Код КАТО — 514463300.

## Население
В 1999 году население села составляло 1314 человек (672 мужчины и 642 женщины). По данным переписи 2009 года, в селе проживали 1644 человека (826 мужчин и 818 женщин).